# David Masser

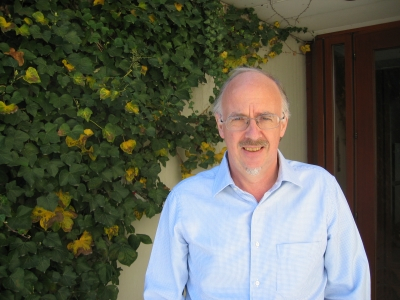
David Masser

David William Masser (* 8. November 1948 in London) ist ein britischer Mathematiker auf dem Gebiet der Zahlentheorie, emeritierter Professor an der Universität Basel. Seine mathematische Hauptleistung liegt im Postulat der sogenannten abc-Vermutung.

## Leben
David Masser studierte an der Universität Cambridge. Er war Schüler von Alan Baker, der 1970 die Fields-Medaille erhielt. 1974 wurde er promoviert; seine Promotion befasste sich mit elliptischen Funktionen und transzendenten Zahlen. Zunächst war er in den Jahren 1973 bis 1975 sowie 1976 bis 1979 an der University of Nottingham als wissenschaftlicher Assistent tätig, von 1979 bis 1983 als Lektor. Von 1983 bis 1992 war er als Hochschulprofessor an der University of Michigan in den USA tätig. Im Anschluss wechselte er 1992 als ordentlicher Professor an die Universität Basel, wo er bis 2014 lehrte.
Masser ist für seine Arbeiten im Bereich der Zahlentheorie bekannt. Er wurde am 26. Mai 2005 als Mitglied („Fellow“) in die Royal Society gewählt. Mit der Wahl ehrte die Royal Society Massers Beiträge zur Theorie transzendenter Zahlen und zur diophantischen Geometrie, die er in zusammen mit Gisbert Wüstholz erarbeitete. Masser hat die Erdős-Zahl 2.
Zusammen mit Joseph Oesterlé formulierte Masser in den 1980er Jahren die sogenannte abc-Vermutung. Die aufgestellte Vermutung gehört zu den wichtigsten ungelösten Problemen über Diophantische Gleichungen. Würde die abc-Vermutung bewiesen, hätte das auch die Lösung einiger anderer ungelöster Probleme in der Zahlentheorie zur unmittelbaren Folge. Zum Beispiel würde sich der sehr komplexe Beweis von Andrew Wiles zum Großen Fermatschen Satz damit auf eine Seite reduzieren.
1983 war David Masser Invited Speaker auf dem Internationalen Mathematikerkongress in Warschau (Zero estimates on group varieties). Im Juli 2014 wurde er in die Academia Europaea gewählt und emeritierter Professor der Universität Basel. Seit den 2010er Jahren liegt Massers Forschungsschwerpunkt auf bestimmte endliche Lösungen, die man innerhalb von beschränkten Mengen erhält, und überraschende Auswirkungen auf die Pellsche Gleichung haben. Auch nach seiner Emeritierung forscht Masser weiter und publizierte mit Kollegen seine Arbeiten in Fachaufsätzen.

## Preise und Ehrungen (Auswahl)
- Humboldt-Forschungspreis (1990–1991)
- Mitglied in der Japanischen Akademie der Wissenschaften (25. September bis 10. Oktober 1994)
- Fellowship der Royal Society of London (2005)
- Mitglied der Academia Europaea (2014)

## Schriften (Auswahl)
- Elliptic Functions and transcendence theory. Springer Verlag 1975, Lecture Notes in Mathematics, Nr. 437, (Book Review).
- Open problems. In: W. W. L. Chen (Hrsg.): Proc. Symp. Analytic Number Theory. Imperial College, London 1985.
- David Masser, Peter Shiu: On sparsely totient numbers. Theorem 1. Pac. J. Math. 121, 1986, S. 407–426, abgerufen am 1. März 2020.
- Auxiliary Polynomials in Number Theory, Cambridge UP 2016, ISBN 978-1-107-06157-6
- zusammen mit Hans Schlickewei, Juri Nesterenko, Wolfgang Schmidt, Michel Waldschmidt: Diophantine Approximation, Springer, 2003, ISBN 978-3-540-44979-9. (Massers Beitrag: Heights, Transcendence, and Linear Independence on Commutative Group Varieties, S. 1–51.)